# Lil Greenwood
Lil Greenwood (* 18. November 1924 in Prichard (Alabama); † 19. Juli 2011) war eine US-amerikanische Rhythm-and-Blues- und Jazz-Sängerin, die durch ihre Mitgliedschaft im Duke Ellington Orchestra in Erinnerung bleibt.

## Leben und Wirken
Lil Greenwood, Tochter eines Predigers, begann ihre Karriere 1949 in Kalifornien als Nachtclubsängerin. Ab Anfang der 1950er Jahre arbeitete sie in der San Francisco Bay Area und sang drei Jahre bei Roy Milton and His Solid Senders. Sie wirkte auch bei deren Sessions für Modern Records mit; im Juni 1950 entstand der Blues-Song Heart Full Of Pain. Weitere Singles nahm sie 1952–54 für Federal Records, einem Sublabel von King Records in Los Angeles unter Leitung des Produzenten Ralph Bass auf, wie My Last Hour, den Monday Morning Blues (1952), ein Vokalduett mit Little Willie Littlefield, die Ballade I’ll Go (mit der Vokalgruppe The Lamplighters) oder Mercy Me (1954). Ende der Dekade wurde sie von Duke Ellington für eine Tournee verpflichtet. Der Bandleader beschrieb in der Zeitschrift Ebony ihre Stimme als 
a mixture of Marian Anderson, Ella Fitzgerald, Dinah Washington and Mahalia Jackson; and I don’t know but what she’s better on spirituals than when she’s walking and singing the blues.
Ihre Erkennungsmelodie in der Band war der Song Walking and Singing the Blues. Sie ist auch auf einigen Live-Aufnahmen des Ellington-Orchesters aus dieser Zeit zu hören, wie auf dem Columbia-Album Duke 56/62 oder Live in Paris 1959 (Affinity). In den 1970er Jahren hatte sie Gastauftritte in amerikanischen Fernsehserien; Ende der 1970er Jahre zog sie nach Mobile (Alabama) und geriet weitgehend in Vergessenheit. In den 2000er Jahren erfuhr sie Bekanntheit durch lokale Gruppen wie MOJO und Auftritte auf dem Gulf Coast Ethnic & Heritage Jazz Fest; ihre Singles aus den 1950er Jahren wurden schließlich von dem britischen Plattenlabel Ace auf CD wiederveröffentlicht. Mit dem Komponisten David Amram und dem Produzenten Harold „Buz“ Rummel entstand zuletzt das Album Back to My Roots. Greenwood starb im Juli 2011 im Alter von 86 Jahren an den Folgen eines Schlaganfalls.